# Војћех Новицки
Војћех Новицки (пољ. Wojciech Nowicki; Бјалисток, 22. фебруар 1989) је пољски атлетичар, специјалиста за бацање кладива.

## Младост
У основној школи, тренирао је фудбал у Јагрлонији из Бјалистока. Бацању кладива окренуо се у средњој школи са 18 година.

## Спортска каријера
Најбољи резултат 78,71 метара бацио је у мају 2015. године у свом родном граду.
Освојио је бронзану медаљу на Светском првенству 2015. у Пекингу, иза Павела Фајдека и Дилшода Назарова, бацањм од 78,55 м.
Следеће годне на Европском првенству у Амстердаму поново је бронзани са 77,53 м. Највећи успех у досадашњој каријери постигао је пласманом на Олимпијске игре у Рио де Женеириру освајањем бронзане медаље са 77,73 метра иза Дишолда Назарова и Ивана Тихона.
На првенствима Пољске у сениорској конкуренцији освојио је 4 сребрне (2013—2016) и 2 бронзане (2011. и 2012) медаље, кок је у јуниорској сербрну (2012) и 2 бронзане (2009. и 2010).

## Лични рекорд
бацање кладива – 81,85 м (2. мај 2018, Секешфехервар) – 7. резултат у историји пољске атлетике.

## Значајнији резултати
| Датум          | Такмичење               | Место                  | Пласман        | Резултат       | Детаљи         |
| Пољска         | Пољска                  | Пољска                 | Пољска         | Пољска         | Пољска         |
| Бацање кладива | Бацање кладива          | Бацање кладива         | Бацање кладива | Бацање кладива | Бацање кладива |
| -------------- | ----------------------- | ---------------------- | -------------- | -------------- | -------------- |
| 2011.          | Европско првенство У-23 | Острава, Чешка         | 5.             | 72,20 м        |                |
| 2013.          | Универзијада            | Казањ, Русија          | 5              | 75,32 m        |                |
| 2015.          | Светско првенство       | Пекинг, Кина           |                | 78,55 м        |                |
| 2016.          | Европско првенство      | Амстердам, Холандија   |                | 77,53 м        |                |
| 2016.          | Олимпијске игре         | Рио де Женеиро, Бразил |                | 77,73 м        | [ 4 ]          |
| 2018.          | Европско првенство      | Берлин, Немачка        |                | 80,12 м        |                |